# Коесе-Ярв
Коесе-Ярв (ест. Koese järv) — озеро в Естонії, що розташоване на острові Сааремаа, у волості Мустьяла.